# غوندلسهايم (فورتمبرغ)
غوندلزهايم بادن وورتمبرغ (بالألمانية: Gundelsheim, Baden-Württemberg) هي بلدة، مدينة وبلدة ألمانية تقع في ألمانيا في بادن-فورتمبيرغ.[بحاجة لمصدر] يقدر عدد سكانها بـ 7,408 نسمة .